# حريرة (شوربة)
الحريرة هي شوربة (حساء) من المطبخ الأندلسي والمطبخ المغربي والجزائري، وأصلها أندلسي. وقد أشار ابن بطوطة إلى ذلك  و ذكر ابن زهر صناعتها ممن الحنطة والذرة ودقيق الشعير كما وردت في بعض المصادر المشرقية علاوة على المعاجم فدكر انها من أطعمة مكة  و من الألوان الاموية  وتعدّ وجبة كاملة تُقدم عادة مع التمر  خلال شهر رمضان. . اما في تونس فهي الحسو أو الحسي ويعمل بالخمير أو بالنشا في العاصمة وكدلك بالسميد أو دقيق الحواري في بعض الجهات والسدر ويصنع بالسميد الرقيق.

## طريقة عمل الحريرة
المقادير:
- نصف كيلو لحم.
- كوب حمص مسلوق.
- نصف كوب عدس.
- ضمّة كزبرة.
- أربع حبات طماطم طرية.
- كوب زيت زيتون.
- حبتين بصل.
- ملعقتين قرفة.
- ملعقتين فلفل أسود وفلفل أحمر.
- ملعقة زنجبيل.
- ملعقة كركم أصفر.
- نصف كوب طحين (دقيق).
- نصف كوب ماء.

الإعداد:
1. يُقطّع اللحم والبصل إلى مكعبات صغيرة كما تفرم ضمة الكزبرة.
2. يُطهى البصل في كمية من الزيت ويضاف إليه اللحم المقطع بعد تقليبه لمدة دقيقتين.
3. يضاف العدس بعد أن يتحمر اللحم ثم الطماطم المقشورة والمطحونة على الخلاط، مع كمية من عصير الطماطم.
4. يُطبخ الخليط مدة نصف ساعة أو خمسة وأربعون دقيقة حتى ينضج اللحم والعدس جيداً، ويضاف الماء إلى الخليط إذا نقصت كمية السائل.
5. بعد انتهاء مدة نضج اللحم والعدس يضاف الحمّص المسلوق ويترك الخليط مدة خمس دقائق.
6. يُضاف مقدار من الطحين ويُقلّب جيداً حتى يتماسك الحساء ويتجانس.
7. أخيراً تضاف البهارات.
8. أحياناً يُضاف لطبق الحريرة: القرع والكوسا والبيض والفجل والبقدونس، فالحريرة لا تتوقف عند مكونات معينة بل تتعدد المكونات باختلاف الوصفات.

## طريقة عمل الحريرة المغربية
المقادير
- 1 كوب لحمة شقف
- 1 كوب حمص
- 2 بصلة متوسطة الحجم
- 2 بندورة متوسطة الحجم
- 2 ملعقة زبدة
- 2 ملعقة كبيرة شعيرية
- 2 ملعقة كبيرة طحين
- 2 ملعقة كبيرة رب بندورة
- 1 1/2 لتر ماء
- 1/2 ملعقة صغيرة زعفران
- 1 ملعقة صغيرة ملح
- 1 ملعقة صغيرة فلفل اسود
- 2 ملعقة كبيرة كزبرة
- 2 ملعقة كبيرة بقدونس

الخطوات:
1. نقوم بوضع الحمص في وعاء ونغمره بالماء ونتركه لليوم التالي
2. نقطع البصل قطع صغيرة ونضعها في قدر كبير مع القليل من الزبدة والملح على نار متوسطة إلى ان تذبل البصلة
3. نضيف اللحمة إلى البصل والفلفل الاسود ونحركها إلى يتغير لونها ثم نضيف لتر فقط من الماء ونتركها على النار مدة 20 دقيقة تقريبا
4. بعد التاكد من ان اللحمة نضجت نضيف الحمص بعد تصفيته من الماء
5. نهرس البندورة في الخلاط إلى ان تصبح صوص ثم نضيفها إلى مزيج اللحمة والحمص ونضبف الزعفران ونحرك جيدا
6. في نصف لتر الماء المتبقي نذوب الطحين ورب البندورة ونضيفهم إلى الخليط مع التحريك المستمر إلى ان يكثف المزيج
7. نضيف الكزبرة والشعيرية إلى الحريرة ونتركها على نار هادئة خمس عشر دقيقة إلى ان تنضج الشعيرية
8. نسكب الحريرة في اقدار صغيرة ونزينها بالبقدونس وتصبح جاهزة للتقديم والعدس جيداً، ويضاف الماء

## الوحدات الحرارية
تحتوي وجبة الحريرة 250 غرام تقريباً على حوالي 420 وحدة حرارية.

## معرض الصور

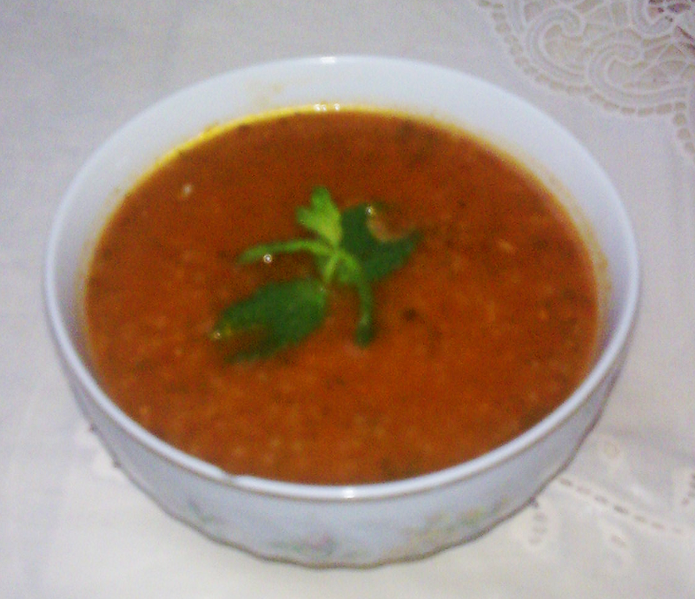
طبق حريرة من وهران.
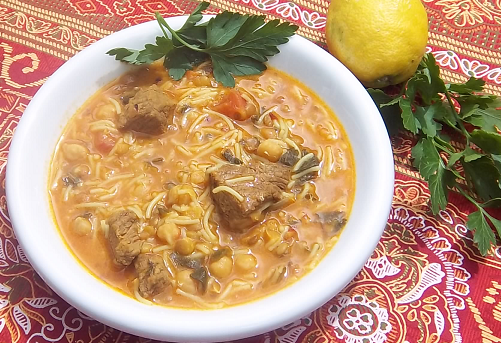
طبق حريرة.
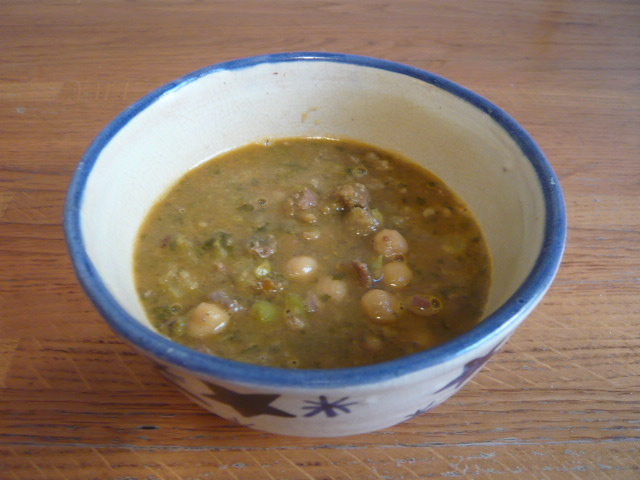
طبق حريرة.
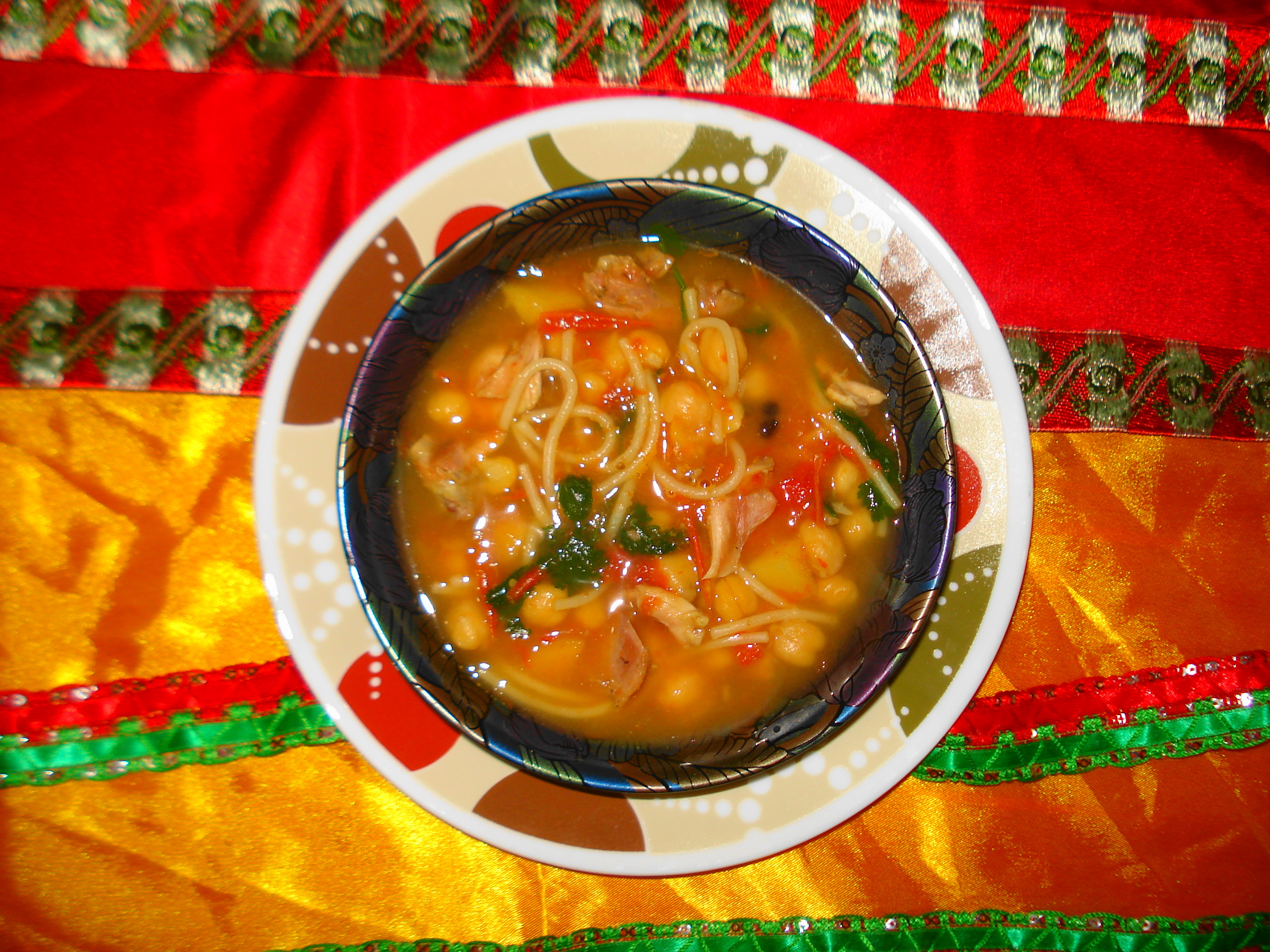
طبق حريرة.
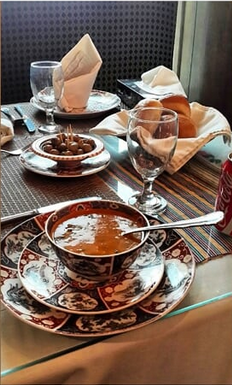
حريرة مغربية.
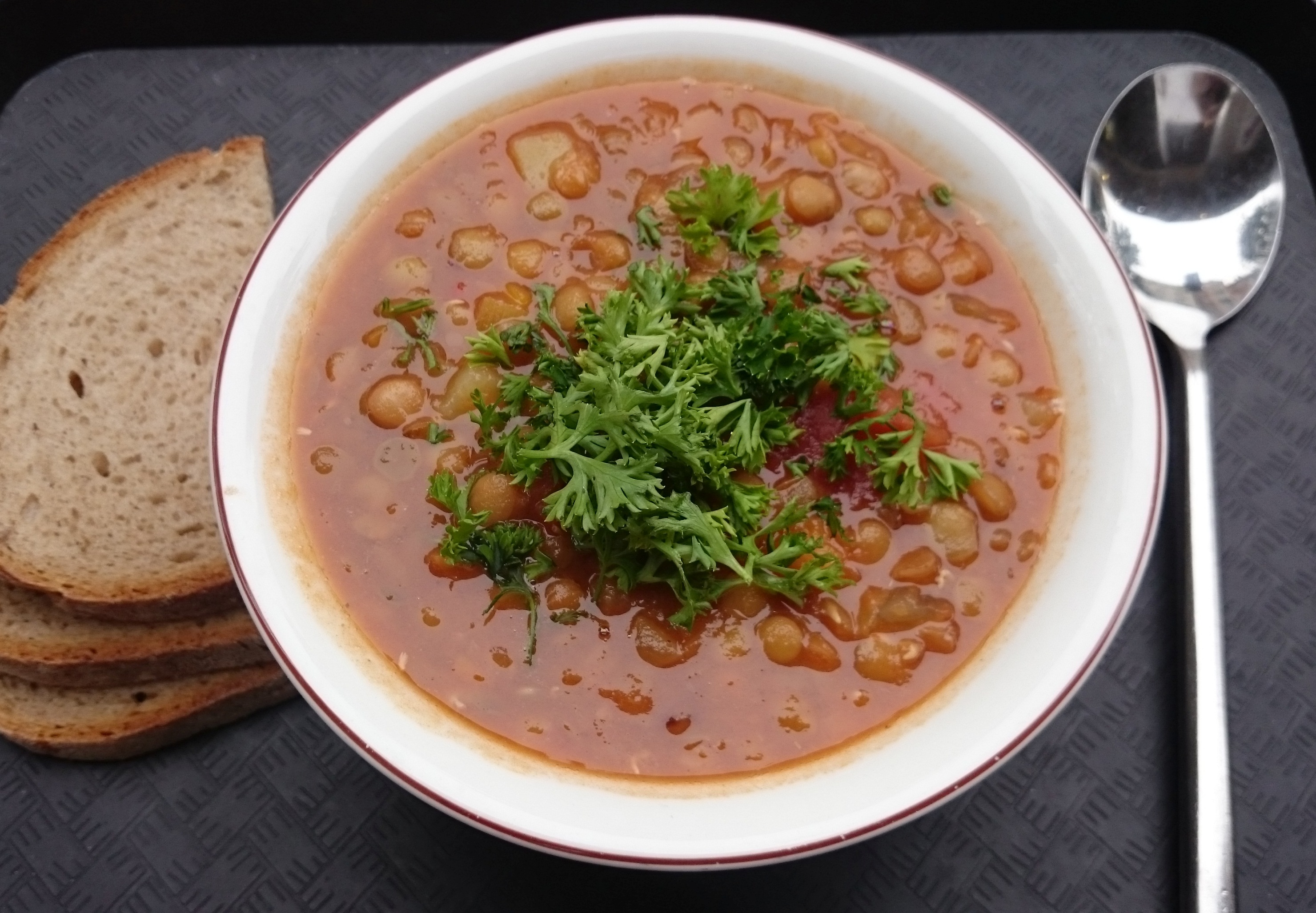
حريرة نباتية (بدون لحم).
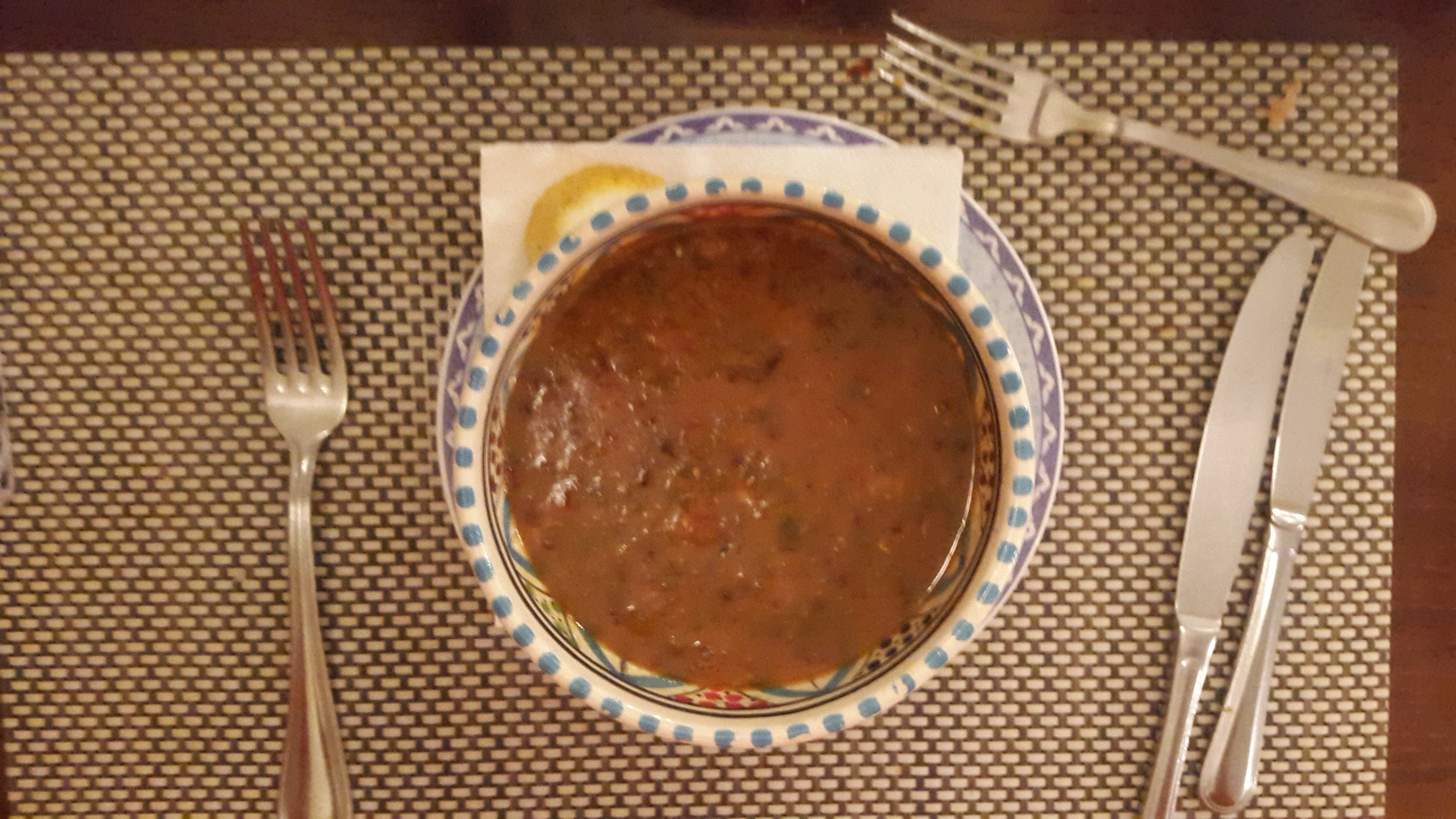
طبق حريرة.
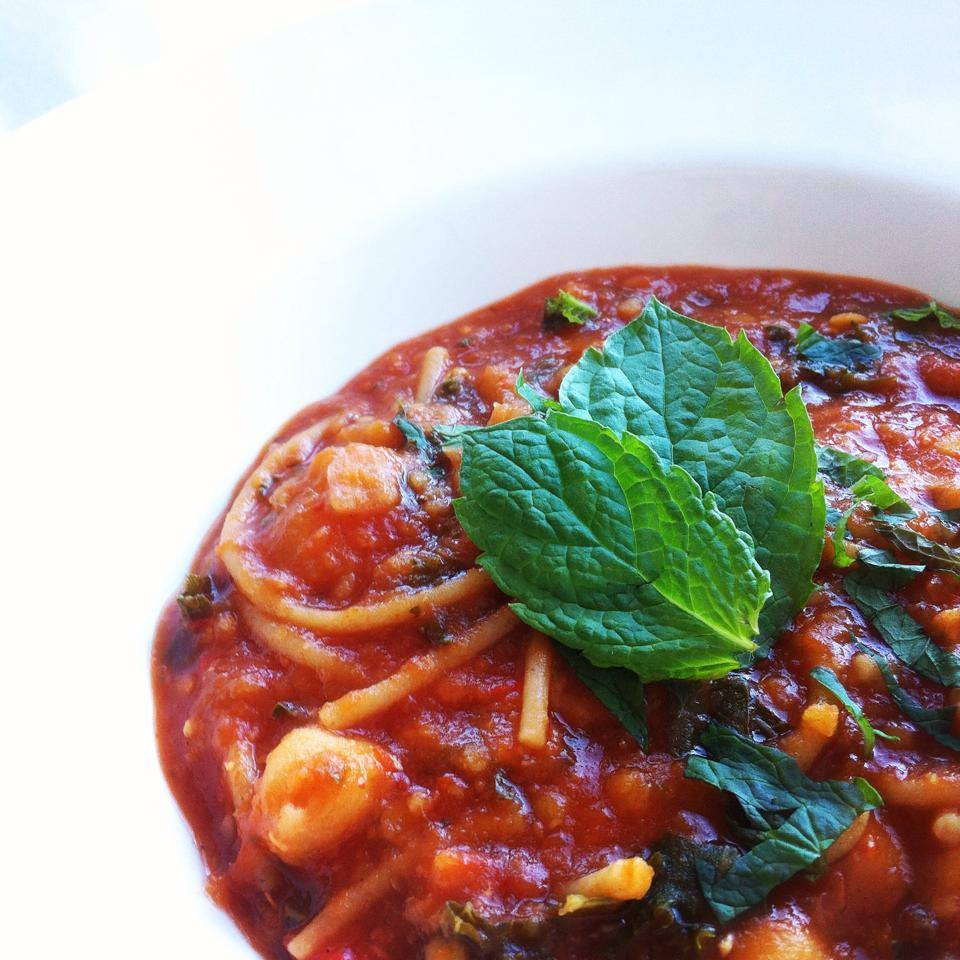
حريرة مغربية غنية.

## وصلات خارجية
- وصفة الحريرة مع معلوماتها الغذائية.
- حريرة السميد من أكلاتنا التقليدية خاصة في فصل الشتاء لنزلات البرد.